# دبي وان
دبي وان (بالإنجليزية: Dubai One)‏ والمعروفة سابقاً باسم وان تي في (بالإنجليزية: One TV)‏ وقبل ذلك بقناة 33 أو دبي 33 هي قناة ترفيهية إمارتية مجانية الاستقبال تبث على مدار 24 ساعة بالإنكليزية على قمري عرب سات ونايلسات أي أنها متوفرة في مناطق الشرق الأوسط وشمال أفريقيا. بدأ بثها في 24 ديسمبر 2004. البرامج التي تبثها غالباً هي أحدث إنتاجات شبكات التلفزة الأمريكية من مسلسلات كوميدية ودرامية إضافة لثلاثة أفلام كل ليلة مع ترجمة عربية، بالإضافة إلى البرامج التي تنتجها محليّا، مثل هرساي وآوت آند أباوت.

## أنظر أيضاً
- مؤسسة دبي للإعلام
- الإعلام في الإمارات

## وصلات خارجية
- الموقع الرسمي
- الموقع الرسمي لمؤسسة دبي للإعلام